# Aphthona flava
Aphthona flava es un coleóptero de la familia Chrysomelidae. Fue descrita científicamente en 1894 por Guillebeau.
El adulto mide de 3 a 4 mm. Es de color naranja o naranja castaño. Tienden a saltar más que volar. La larva llega a medir 6 mm; vive en el suelo y se alimenta de raíces de Euphorbia. Originario del Paleártico, ha sido introducido en el Nuevo Mundo para combatir especies invasoras de euforbias.